# Rocco Carbone (escritor)
Rocco Carbone (Reggio Calabria, 20 de febrero de 1962 - Roma, 18 de julio de 2008) fue un escritor italiano.
Originario de Cosoleto (Reggio Calabria) se licenció en Literatura en la Universidad de Roma "La Sapienza", con una tesis sobre I Malavoglia, de Giovanni Verga, y obtuvo un doctorado en la Universidad de París I Panthéon-Sorbonne.
Se dedicó a la crítica literaria y, después de los treinta años, a la narrativa. En 1993 escribió su primera novela, Agosto. Colaboró con los diarios italianos La República, La Unidad y Il Messaggero.
Murió en Roma en un accidente automovilístico con su motocicleta en la noche entre del 18 de julio de 2008.

## Obra
- Mito/romanzo: semiotica del mito e narratologia, Roma: Bulzoni, 1986
- Introduzione a Arturo Loria, La scuola di ballo, Palermo: Sellerio, 1989
- Alberto Moravia e "Gli indifferenti", Milano: Loescher, 1991
- La natura dell'antico: studi pascoliani, Firenze: La nuova Italia, 1991
- Traduzione e nota in Honoré de Balzac, Il capolavoro sconosciuto, Roma: Empiria, 1993
- Agosto, Roma-Napoli: Theoria, 1993
- Il comando, Milano: Feltrinelli, 1996
- L'assedio, Milano: Feltrinelli, 1998
- L'apparizione, Milano: Mondadori, 2002
- Libera i miei nemici, Milano: Mondadori, 2005
- Per il tuo bene, introduzione ("La breve vita felice") di Emanuele Trevi, Milano: Mondadori, 2009

- Datos: Q3939567